# Изгрев (жилищен комплекс на Бургас)
Вижте пояснителната страница за други значения на Изгрев.
„Изгрев“ е жилищен комплекс на Бургас, разположен в североизточната част на града. Той е третият по големина квартал в Бургас, след Петко Славейков (жилищен комплекс) и Меден рудник. Известен е с това, че е един от най-предпочитаните квартали за живеене, поради голямото междублоково пространство, спокойната среда и все още по-ниските цени на недвижимите имоти сравнено с централните части на града.

## История
На територията на бившето село Атанасово (Атанас кьой) са открити някои от най-древните артефакти в Бургас от 4000 пр. Хр. От 5 – 6 век пр. Хр. са датирани селищна могила, селище и некропол. През 1620/1 година село Атанас е със своите 133 християнски домакинства е едно от най-големите в Анхиалска околия. В началото на 18 век селото е отразено на карти. Според Г. Горов до 1828/29 селото се намира в местността Герена, на няколко километра северно по пътя за Поморие и на около 3 – 4 км от Бургас.
След изселения през 1829/30 година селото се премества в местността Селските тухларници, а след Кримската война се установява до днешния манастир Св. Атанас. През 1864 година Атанасово става част от Бургаската каза. В землището на Атанас кьой, на брега на Атанасовското езеро Петър Матеев съобщава за чифлик. Този чифлик е нает няколко години преди освобождението от Димитър Бракалов от Халил паша. 
Пробуждането на село Атанасово (Атанас кьой) е станало непосредствено под влиянието на пламенните проповеди на поп Георги Стоянов Джелебов и честите му посещения в него.
През българското училище в Бургас, което поп Георги основал са минали първите борци за духовна и политическа свобода и народна просвета в селата. Най-ревностни приемници на тази идея в Атанасово са били заселниците, които са дошли тук преди освобождението от по-будните центрове на Балкана, като Котел, Градец, Жеравна, както и тези от Старозагорския и Чирпанския край и др., в чийто родни места пробуждането на българите било започнало много по-рано. За тези заселници идеята за скъсване с Патриаршията и за откриване на българска черква и училище била напълно назряла и за това те с жадност възприели пламенните слова на поп Георги. Бедното и малко село обаче не е имало възможност на първо време да задоволи напълно тия нужди. За това временно било открито килийно училище, за което послужила една плетена с пръти постройка при североизточния ъгъл на днешната черква и измазана отвътре с глинена кал. За чинове на училището служили дъски, приковани на колчета, забити в земята. Сега това училище е Св. Климент Охридски до блок 41А в ж.к. Изгрев в град Бургас. 
По времето на комунизма бившето село е застроено с много панелни блокове и превърнато в жилищен комплекс. През 1946 година започва проектирането на днешния комплекс. През 1948 г. Атанасово е  присъединено към Бургас.
През посткомунистическите години комплексът е обект на интензивно строителство на модерни кооперации ново строителство, поради наличието на голямо количество незастроени площи и в него тепърва се изграждат предприятия, като болнични заведения и др. Жилищен комплекс „Изгрев“ е изграден на мястото на бившето село Атанасово, непосредствено до Атанасовско езеро.

## Икономика и транспорт
Около комплекс „Изгрев“ започва да се съсредоточава бизнес строителството с луксозни административни сгради. Тук се намира многофункционалната спортна зала „Арена Бургас“, официално открита през 2023 г. Частната поликлиника МБАЛ „Лайф Хоспитал“ (LIFE Hospital) също е изградена тук. В близост до комплекса се намира и МБАЛ „Сърце и мозък“.
В комплекс „Изгрев“ има супермаркет „Велека“. В близост до северната страна на жилищния комплекс са и други големи хипермаркети като „Метро“, „Техномаркет“, пицария „Романс“, както и първия мол в града – Burgas Plaza Mall (Бургас Плаза Мол), открит през 2009 г. Молът от 2025 г. се нарича Grand Plaza Mall (Гранд Плаза Мол). По натоварения и с интензивен трафик на движение бул. „Транспортна“, който разделя жилищния комплекс и тези търговски центрове и е част от Европейски път Е87. На бул. „Транспортна“ са разположени също и множество автокъщи и автомагазини. На територията на комплекса има и филиал на търговската верига Билла. Тук ще се намира и новостроящия се луксозен комплекс „Арена Изгрев“.

## Транспорт
Жилищния комплекс се обслужва от 8 автобусни линии: Б1, Б11, 3, 6, 11, 12, 15 и 15А.

## Други
На територията му се намират доста училища и техникуми, като ПГХТ „Акад. Н. Д. Зелинский“, ОУ „Св. Климент Охридски“, СОУ „Добри Чинтулов“, СОУ „Йордан Йовков“ и АЕГ „Гео Милев“.
„Изгрев“ разполага с голям парк за отдих – това е паркът „Велека“, разположен в центъра на жилищния комплекс. На североизток от комплекса се намира и централното гробище на град Бургас – „Бургаски централни гробища“.